# Camugliano
Camugliano is een plaats (frazione) in de Italiaanse gemeente Ponsacco.